# Arenaria guicciardii
Arenaria guicciardii là loài thực vật có hoa thuộc họ Cẩm chướng. Loài này được Heldr. ex Boiss. mô tả khoa học đầu tiên năm 1856.